# HD 8334
HD 8334，又名BD+00 223，SAO 109834、HR 392，是一颗恒星，视星等为6.2，位于銀經138.75，銀緯-60.18，其B1900.0坐标为赤經1h 17m 28s，赤緯+1° -60.18′ 16″。